# Mutados de la Tierra Salvaje
Los Mutados de la Tierra Salvaje son un grupo de supervillanos que aparece en los cómics estadounidenses publicados por Marvel Comics. El grupo se representa como basado en la Tierra Salvaje, un entorno antártico oculto de dinosaurios y personas primitivas en el Universo Marvel.

## Historial de publicaciones
Los Mutados de la Tierra Salvaje aparecieron por primera vez en X-Men # 62 y fueron creados por Roy Thomas, Neal Adams y Tom Palmer.

## Biografía del equipo ficticio
Los Mutados de la Tierra Salvaje fueron originalmente los habitantes humanos de la Tierra Salvaje (la mayoría de ellos de la tribu de los Hombres del Pantano) que fueron modificados genéticamente por el mutante Magneto para servir como sus tropas para que las mutaciones en la Tierra Salvaje ocurrieran fácilmente debido a los niveles de radiación. Se enfrentaron con los X-Men y Ka-Zar en diferentes ocasiones. En una ocasión, convirtieron a Spider-Man en Man-Spider y Ángel en un monstruo pájaro. También se han encontrado con los Vengadores. Aunque el grupo es bastante grande, la mayoría de las apariencias del grupo contienen solo aproximadamente la mitad de los miembros del grupo, generalmente bajo el liderazgo de Sauron, Brainchild o Zaladane. Todo el grupo nunca ha aparecido junto a la vez.
Después de que Sauron escapó de la balsa durante una fuga de la cárcel inventada por los Skrulls, los Vengadores creyeron que él y los mutantes fueron los responsables de la fuga y lo persiguieron hasta la Tierra Salvaje.
Amphibius luego le dice a Sauron y a los otros Mutantes de la Tierra Salvaje que el Asteroide M de Magneto ha surgido del mar, pero que no querían ir a buscarlo. Gusano tomó el control de Bárbaro, Lupo y Sauron y se apoderó de una nave para ir a buscar a Magneto. Cuando fue amenazado por el ejército japonés, Sauron atacó un vehículo blindado y causó un incidente internacional. Cannonball, Sunspot y Warlock investigaron y encontraron los Mutados de la Tierra Salvaje en la cubierta del barco. Cannonball luchó contra Sauron en los cielos mientras Karma descubrió que los Mutados de la Tierra Salvaje eran inmunes a sus poderes de persuasión psíquica. Cannonball logró derrotar a Sauron mientras que los otros Nuevos Mutantes nuevos derrotaron a los Mutados de Tierra Salvaje. Al enterarse de por qué los Mutados de la Tierra Salvaje estaban en la nave, Karma les dijo a Worm, Sauron, Barbarus y Lupo que estaban a cargo del Asteroide M y Magneto.
Durante la historia del "Imperio Secreto", Sauron regresó a la Tierra Salvaje para reclamar el liderazgo sobre los mutantes. Él gobernó hasta que Vértigo, Lupa y Whiteout se volvieron contra él y lo expulsaron de la Ciudadela. Un grupo de resistencia de Vengadores, en busca de fragmentos del Cubo Cósmico, se unió a Sauron para investigar, ya que especularon que los mutantes podrían haberlo encontrado. El grupo fue emboscado por Gaza montando un tiranosaurio rex. Reveló que Sauron solo mantenía a las tres mujeres mutantes a su lado porque eran deseables y tenían poderes que no eran una amenaza para él. Cuando el grupo llegó a la Ciudadela, Sauron intentó traicionarlos, pero fue rápidamente derrotado por Pájaro Burlón. Luego intercambió con Lupa, Vértigo y Whiteout, ofreciéndoles darles Sauron a cambio del fragmento. El trío se niega, ya que el fragmento les permitió derrocar a Sauron y empujar la Tierra Salvaje hacia la paz. Los dos grupos se enfrentaron, con Vértigo confrontando a Sauron con el conocimiento de que había sido clonado y asesinado muchas veces. Durante la escaramuza, Sauron logró agarrar el fragmento, pero fue derrotado por el esfuerzo combinado de ambos grupos. Quicksilver luego agarró el fragmento y escapó. Lupa, Vértigo y Whiteout permitieron que el grupo se fuera a cambio de encerrar a Sauron en una mazmorra.

## Miembros
| Personaje | Nombre Real    | Unido en                                          | Notas |
| --- | -------------- | ------------------------------------------------- | --- |
| Encarnación Original |                |                                                   | |
| Magneto ("El Creador") | Max Eisenhardt | X-Men #62 (noviembre de 1969)                     | El creador y el líder original de los Mutados de la Tierra Salvaje. |
| Amphibius | Desconocido    | X-Men #62 (noviembre de 1969)                     | Anteriormente un miembro de la tribu Hombres del Pantano que vivía en la Tierra Salvaje. Magneto lo salva de las tribus hostiles y lo transforma en una mutación humanoide con forma de rana. Él es el primero de los Mutados de la Tierra Salvaje en ver a los X-Men, y ha luchado no solo con los X-Men sino también con Ka-Zar, que es un habitante humano de la Tierra Salvaje. También ha luchado contra Spider-Man. Amphibius es uno de los primeros mutantes terrestres salvajes de Magneto, y ha estado involucrado en todas las actividades posteriores de los mutantes.                                        |
| Barbarus | Desconocido    | X-Men #62 (noviembre de 1969)                     | Un miembro de la tribu Hombres del Pantano de cuatro brazos muta con fuerza física, resistencia y poderes resistentes a las lesiones. Escapó de la instalación de retención de balsa en la fuga de Sauron. |
| Brainchild | Desconocido    | X-Men #62 (noviembre de 1969)                     | Un miembro de la tribu Hombres del Pantano muta con un cráneo agrandado con poderes psíquicos. La mayoría de las veces tiende a ser el segundo al mando, después de Sauron, y en sus ausencias (cuando es tomado por Arma X o dominado por su personalidad de Karl Lykos), Brainchild realmente lidera el grupo. |
| Equilibrius | Desconocido    | X-Men #62 (noviembre de 1969)                     | Un mutado que puede provocar sensaciones de vértigo en cualquiera que lo mire a los ojos. |
| Gaza | Desconocido    | X-Men #62 (noviembre de 1969)                     | Un miembro de la tribu de los Hombres del Pantano muta con fuerza y durabilidad ligeramente mejoradas. Es ciego, pero lo compensa con un poder adicional, los sentidos del radar. |
| Lupo | Desconocido    | X-Men #62 (noviembre de 1969)                     | Un hombre de la tribu de los Hombres del Pantano muta que ha mejorado la fuerza, la velocidad, los reflejos y las reacciones, la agilidad y la durabilidad, así como los sentidos hiperactivos (incluida la visión nocturna), garras y colmillos afilados, y puede dominar psiónicamente a las criaturas caninas. En apariciones posteriores, obtuvo una apariencia de hombre lobo. En un momento, Lupo tenía una apariencia ursina que parecía un oso azul humanoide. Se desconoce si está relacionado con Lupa. |
| Piper | Desconocido    | X-Men #62 (noviembre de 1969)                     | Un mutante que puede controlar psiónicamente grandes grupos de animales usando su flauta como foco para su poder. En su primera aparición como uno de los Mutados de la Tierra Salvaje, Piper envió un monstruo para atacar a los X-Men y Ka-Zar. Piper luego ayudó a Magneto al hacer que los dinosaurios atacaran a los Vengadores en la Tierra Salvaje. Con los Mutados de la Tierra Salvaje, Piper fue empleada más tarde por Zaladane en su intento de conquistar la Tierra Salvaje. Con los otros Mutados de la Tierra Salvaje, Piper nuevamente ayudó a Zaladane en la batalla con Magneto, Ka-Zar y sus aliados. |
| Lorelei | Lani Ubana     | X-Men #63 (diciembre de 1969)                     | Una mutada que es capaz de colocar a los hombres en un trance hipnótico utilizando sus emisiones vocales hipersónicas. También fue brevemente miembro de la primera Hermandad de Mutantes Malvados. |
| Segunda Encarnación Dirigida por Sauron. Incluidos los miembros originales Amphibius, Barbarus, Brainchild, Gaza, y Lupo.                                                                |                |                                                   | |
| Sauron | Dr. Karl Lykos | Marvel Fanfare #1 (March 1982)                    | Un humano que drena la fuerza de la vida y se transforma en una criatura salvaje, como Pteranodon, que controla la mente si se alimenta de energía mutante. |
| Vertigo | Desconocido    | Marvel Fanfare #1 (March 1982)                    | Una mutada que puede emitir ondas que afectan el equilibrio de cualquiera que sea golpeado por ellas. Ella dejó la Tierra Salvaje para unirse a los Merodeadores de Mr. Siniestro, pero luego regresó bajo circunstancias misteriosas. |
| Tercera Encarnación Dirigida por Zaladane. Incluidos los miembros originales Amphibius, Barbarus, Brainchild, Gaza, y Lupo.                                                              |                |                                                   | |
| Zaladane | Zala Dane      | Uncanny X-Men #249 (octubre de 1989)              | Suma Sacerdotisa de la deidad de la Tierra Salvaje Garokk, Zaladane buscó el poder para sí misma y reclamó el papel de Emperatriz de la Tierra Salvaje. Anteriormente fue una asociada de los mutantes, después de haber trabajado con ellos en apariciones anteriores. |
| Whiteout | Desconocido    | Uncanny X-Men #249 (octubre de 1989)              | Una mutación que puede emitir destellos brillantes de "luz" psiónica que puede cegar a cualquiera que elija. |
| Worm | Desconocido    | Uncanny X-Men #250 (noviembre de 1989)            | Un mutado que segrega moco que le permite anular las funciones motoras y nerviosas autónomas de otros seres vivos después de recubrirlas. También tiene una parte inferior del cuerpo similar a un gusano y manos agrandadas con ventosas en ellas. |
| Cuarta Encarnación Dirigida por Brainchild. Incluidos los miembros originales Amphibius, Barbarus, Gaza, Vertigo, y Whiteout. Apariciones posteriores también incluyeron a Piper y Worm. |                |                                                   | |
| Lupa | Desconocido    | X-Treme X-Men: Savage Land #2 (diciembre de 2001) | Una mujer de la tribu de los Hombres del Pantano muta con mayor fuerza, velocidad, reflejos y reacciones, agilidad y durabilidad, así como sentidos hiper agudos (incluida la visión nocturna). Ella controla un pequeño ejército de lobos calamitosos. También puede emitir feromonas que le permiten controlar criaturas bestiales. Se desconoce si está relacionada con Lupa. |
| Leash | Desconocido    | X-Treme X-Men: Savage Land #3 (enero de 2002)     | Una mutada que puede encarcelar psíquicamente la esencia astral de otro ser, volviéndola catatónica o bajo su control mental. |

## En otros medios
Los Mutados de la Tierra Salvaje han aparecido en algunos episodios de la serie de televisión X-Men de la década de 1990. La formación estuvo formada por Sauron, Vértigo, Brainchild, Amphibius, Barbarus y Lupo. Eran creaciones de Magneto, aunque luego fueron reclutados por Mr. Siniestro.
Los Mutados de la Tierra Salvaje se presentan como un grupo de secuaces en el popular juego de tablero de construcción de mazos Legendary.